# HMS Unicorn (I72)
HMS Unicorn (I72) là một tàu sân bay hạng nhẹ và tàu bảo trì máy bay của Hải quân Hoàng gia Anh từng phục vụ trong Chiến tranh Thế giới thứ hai từ năm 1943 cho đến khi Nhật Bản đầu hàng cũng như trong Chiến tranh Triều Tiên. Nó từng hoạt động tại Đại Tây Dương và Địa Trung Hải trong năm 1943, khu vực Đông Ấn trong những năm 1944- 1945, Thái Bình Dương trong năm 1945, và tại Triều Tiên từ năm 1950 đến năm 1953.

## Thiết kế và chế tạo
Unicorn là chiếc duy nhất trong lớp của nó, với thiết kế chịu ảnh hưởng bởi chiếc tàu sân bay Ark Royal. Việc chế tạo được bắt đầu vào năm 1939 tại hãng Harland and Wolff ở Belfast, Bắc Ireland. Nó được hạ thủy vào ngày 20 tháng 11 năm 1941, và được đưa ra hoạt động vào ngày 12 tháng 3 năm 1943.

## Lịch sử hoạt động

### Thế chiến II
Vào năm 1943, thoạt tiên nó được dự định để phục vụ tại Hạm đội Viễn Đông, cho dù sau đó có quyết định giữ nó lại hoạt động tại vùng biển nhà Anh Quốc. Tạm thời hoạt động như một tàu sân bay hạm đội, sau đó nó được giao vai trò tiếp liệu và sửa chữa, với những phương tiện dùng để bảo trì và sửa chữa mọi máy bay của Không lực Hạm đội, bao gồm các thủy phi cơ. Trên tàu có những xưởng sửa chữa và kho chứa, bao gồm 136.275 L (36.000 gallon) xăng máy bay.
Vào ngày 24 tháng 3 năm 1943, ba phi đội máy bay được nhậm lên chiếc Unicorn để thực tập huấn luyện hạ cánh tại Clyde và hoạt động chống tàu ngầm tại vùng biển nhà. Vào ngày 8 tháng 6, Unicorn được phân về Hạm đội Nhà Anh Quốc và thực hiện các chuyến tuần tra về phía Bắc đến Na Uy cùng với tàu sân bay Illustrious, và quay về một cách an toàn vào đầu tháng 7.
Mặc dù vai trò được dự định của nó là một tàu tiếp liệu máy bay, vai trò tiếp theo được giao cho Unicorn vào tháng 8 năm 1943 lại như một tàu sân bay hạng nhẹ của hạm đội. Nó gia nhập "Lực lượng V", một hải đội tàu sân bay Anh Quốc hỗ trợ cho Chiến dịch Avalanche, cuộc đổ bộ của quân Đồng Minh lên Salerno. Lực lượng V được đặt dưới quyền chỉ huy của Đô đốc Philip Vian, và cũng bao gồm các tàu sân bay hộ tống Attacker, Battler, Hunter và Stalker. Nhiệm vụ này bị kéo dài từ hai thành năm ngày theo yêu cầu của chỉ huy lực lượng trên bờ.
Đã có những vấn đề xảy ra đối với kiểu máy bay Supermarine Seafire cất cánh từ các tàu sân bay hộ tống. Những chiếc tàu sân bay nhỏ này có tốc độ tương đối chậm, và trong điều kiện không có gió vào lúc đó, sẽ khiến cho việc hạ cánh khá nguy hiểm; có nhiều máy bay bị mất do tai nạn hơn là bởi hoạt động của đối phương; và vào cuối đợt hoạt động, chỉ còn lại 30 máy bay trong tổng số 180 chiếc Seafire ban đầu.
Sau chiến dịch Avalanche, Unicorn quay trở lại vai trò tiếp liệu và sửa chữa, làm nhiệm vụ bảo trì và vận chuyển máy bay, cùng làm tàu sân bay dự phòng cho hạm đội. Sang đầu năm 1944, Unicorn được phái đến Viễn Đông, để một lần nữa hoạt động như một tàu sân bay hạm đội do sự chậm trễ của chiếc Victorious.
Vào cuối năm 1944, nó được điều đến Hạm đội Thái Bình Dương Anh Quốc vừa mới được thành lập, và giúp đỡ vào việc xây dựng Căn cứ Không lực Hải quân Lưu động (MONAB) tại Australia; do nhu cầu cần thiết để Hải quân Hoàng gia Anh cùng hải quân các nước Liên hiệp Anh hoạt động độc lập tại Thái Bình Dương. Một đơn vị tiền phương của MONAB II với 16 máy bay đóng thùng được Unicorn đưa đến Căn cứ Hải quân Hoàng gia Australia Bankstown tại Sydney, bang New South Wales vào tháng 12 năm 1944, để được lắp ráp tại đây dưới sự giúp đỡ của Hải quân Hoàng gia Australia. Sang năm 1945, nó hoạt động cùng với Lực lượng Đặc nhiệm 112 tại Manus khi Nhật Bản đầu hàng.

### Sau chiến tranh
Sau khi chiến tranh kết thúc, Unicorn quay trở về Plymouth vào tháng 1 năm 1946, rồi được cho ngừng hoạt động và đưa về lực lượng dự bị. Đến năm 1949, nó được cho tái hoạt động trở lại và phục vụ tại Viễn Đông, đi đến Singapore vào tháng 10 cùng một lô hàng máy bay. Nó đến thời hạn được quay trở về nhà vào tháng 9 năm 1950, nhưng sự kiện Chiến tranh Triều Tiên bùng nổ vào tháng 6 năm đó buộc nó phải lưu lại Viễn Đông cho đến tháng 10 năm 1953. Trong giai đoạn này, nó rất cần thiết trong nhiệm vụ chuyên chở nhiều ngàn binh lính đi đến hoặc rời khỏi vùng chiến sự. Unicorn còn hỗ trợ cho các tàu sân bay của Hải quân Hoàng gia Anh và Khối Thịnh Vượng Chung tại vùng biển Triều Tiên. Trong nhiều dịp, có còn trực tiếp tham gia, tung ra những máy bay của chính nó, và hoạt động như một sàn đáp dự bị. Trong một lần, nó từng tấn công các vị trí đối phương tại Bắc Triều Tiên bằng chính các khẩu đội pháo 102 mm (4 inch), trở thành chiếc tàu sân bay hoạt động gần bờ nhất trong cuộc chiến này.

### Tháo dỡ
Vào tháng 3 năm 1957, một lần nữa nó lại được đưa trở về lực lượng dự bị, và đến năm 1958 được cho ngừng hoạt động, đưa vào danh sách phế bỏ và tháo dỡ. Nó rời Devonport lần cuối cùng vào tháng 6 năm 1959, được kéo đến Clyde, và được tháp dỡ tại Dalmuir và Troon trong vòng không đầy một năm sau đó.